# 埃及曆法

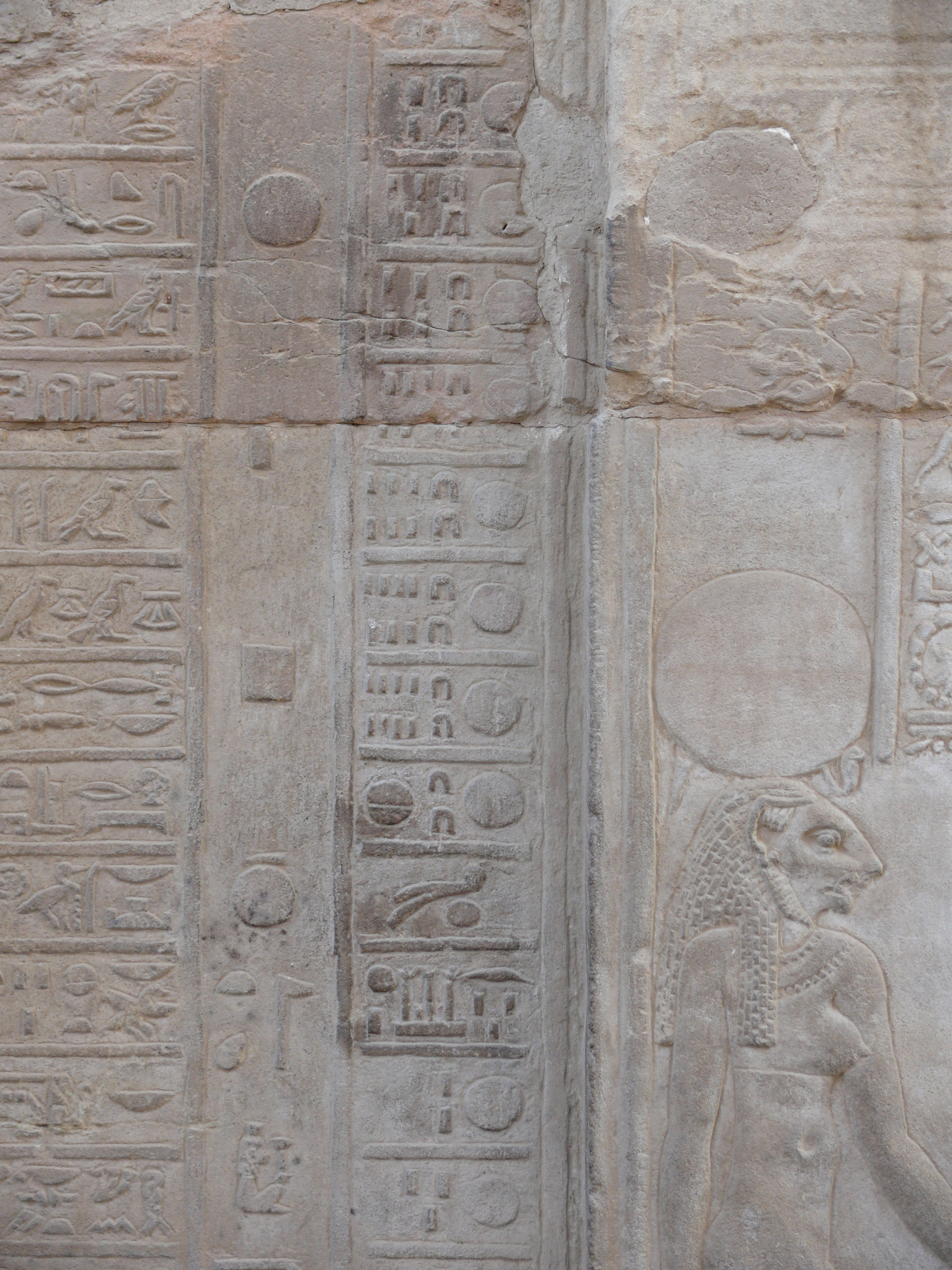
康翁波雙神殿的象形文字行事曆的一部分，顯示了從第十二個月到第一個月的過渡，但沒有提到五個埃帕戈梅納爾日（epagomenal）。

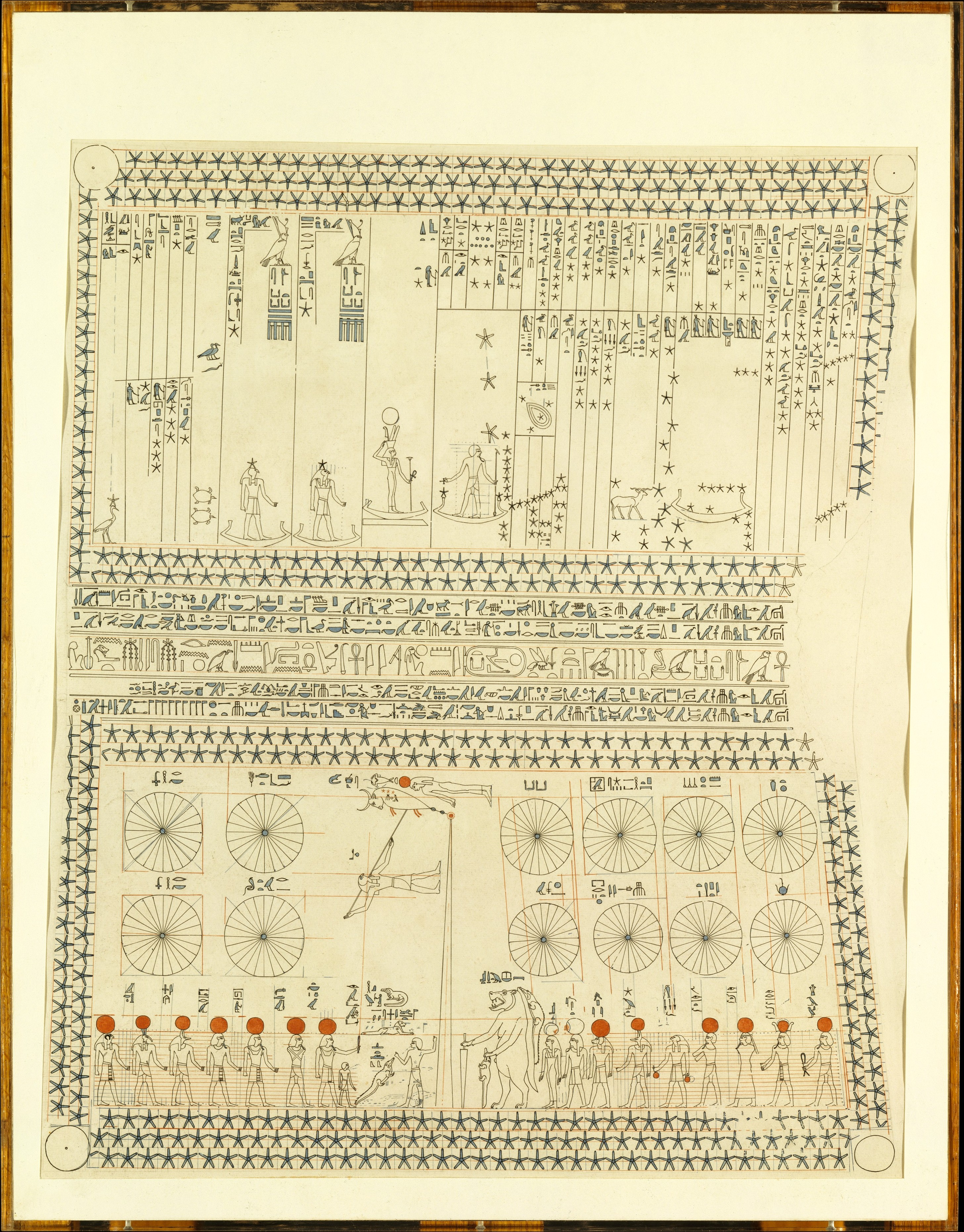
塞南穆特墓的天文天花板來自塞南穆特墓（第十八王朝（西元前1479-1458年），發現於上埃及的古城底比斯；復制保存在大都會藝術博物館。

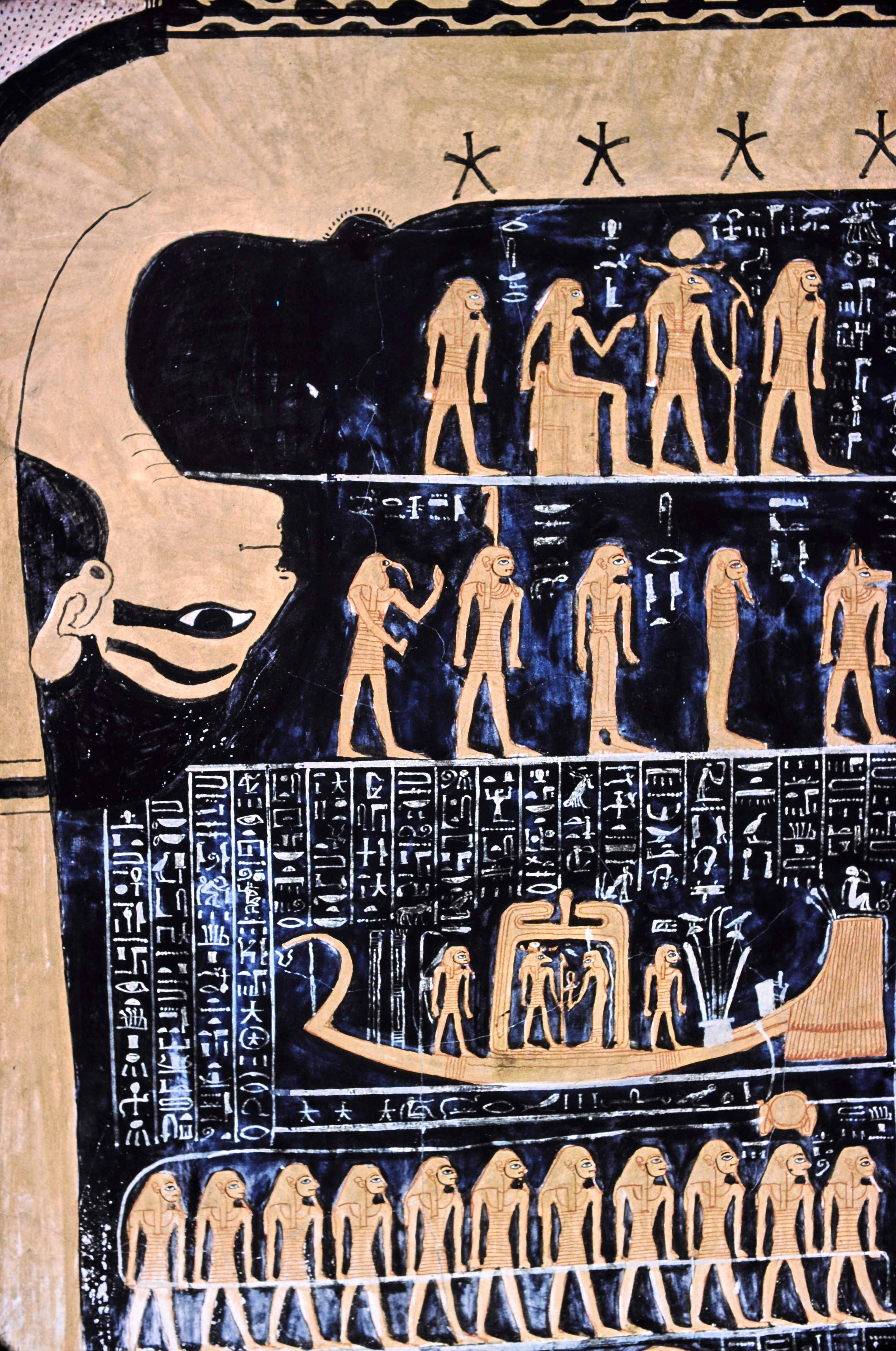
拉美西斯六世墓中星圖上的天空女神Nut和代表恆星和星座的人物。

埃及曆法是古埃及的陽曆民用曆法，一年有365天。一年由三個季節組成，每個季節120天，加上一個閏月，其中僅有五個埃帕戈梅納爾日被視為一年之外。每個季節分為四個月，每個月30天。這十二個月最初是在每個季節內編號的，但後來也被改以主要節日的名稱命名。每個月分為三個10天的時段，稱為旬。有人認為，在第十九王朝和第二十王朝期間，每十年的最後兩天通常被視為皇家工匠的一種週末，皇家工匠不得工作。
由於這個曆法年比太陽年短了近四分之一天，埃及曆法相對於格里曆每四年就少一天。因為它的月份每四年在太陽年中轉動一天，因此，它有時被稱為「流浪年」（拉丁語：annus vagus）或徘迴年。托勒密三世的克諾珀斯法令試圖通過每四年引入第六個埃帕戈梅納爾日來校正這一點，但這一提議遭到了埃及牧師和人民的抵制，並被放棄，直到奧古斯都建立了亞歷山大曆或科普特曆。在埃及曆法中引入閏日使其相當於改革後的儒略曆，然而在數個世紀中，它繼續與格里曆分庭抗禮。
這個民用曆與埃及陰曆同時運行，後者用於一些宗教儀式和節日。一些埃及學家將其描述為陰陽曆，據說每兩三年新增一個閏月，以保持其與太陽年的一致性，但在西元前4世紀之前，還沒有發現這種嵌入的證據。

## 歷史

### 史前時期

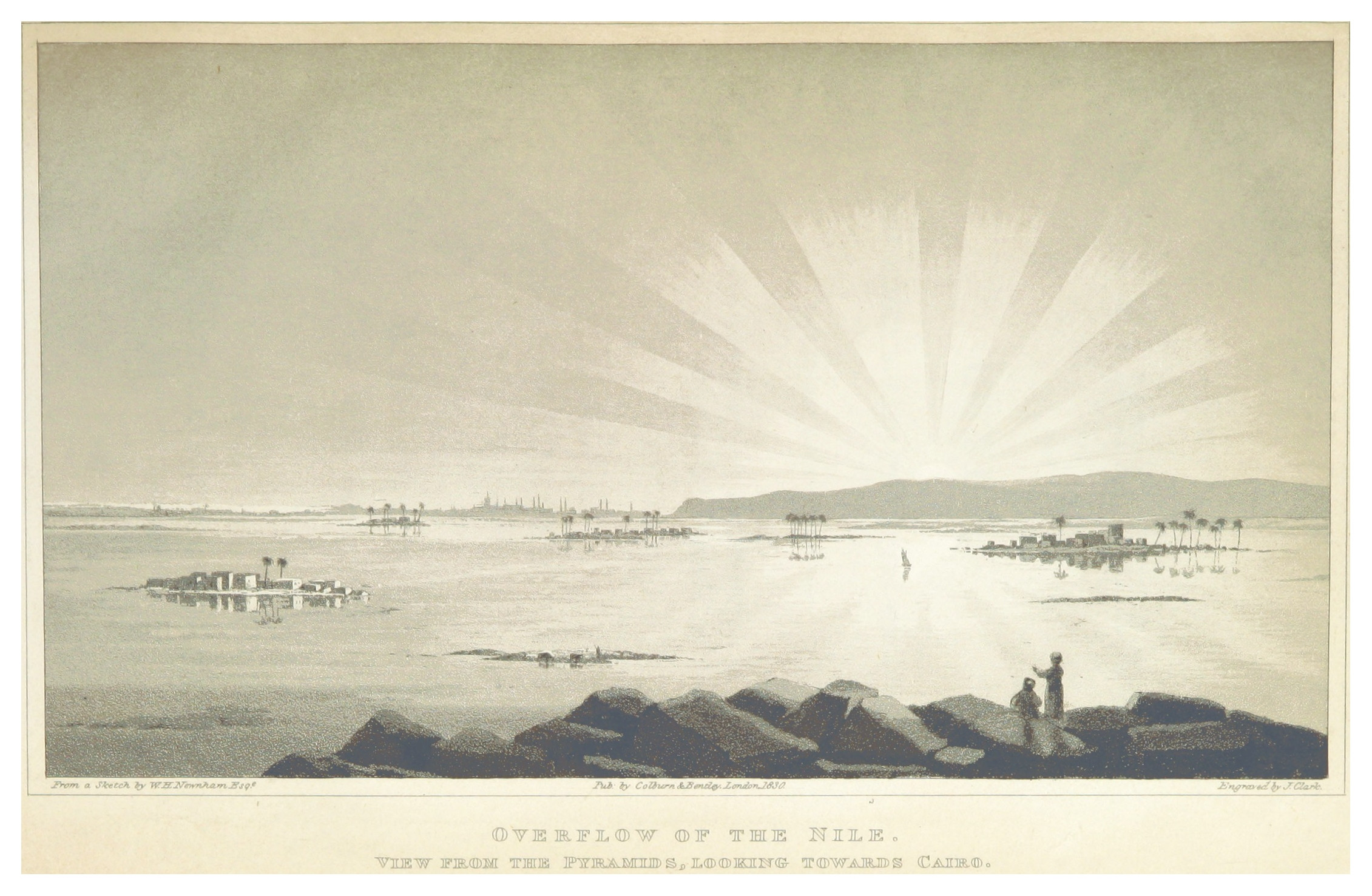
尼羅河氾濫的開羅 c. 1830.

現時對埃及曆法最早發展的理解仍然是推測性的。第一王朝法老哲爾統治時期的碑文（约3000 BC）曾被認為表明埃及人已經在天狼星的偕日升（埃及語：或「索普德特」、「三角」, Sôthis）和他們一年的開始之間建立了聯系，但最近的分析質疑泥板的圖片是否指的是天狼星同樣的，根據《巴勒莫石碑》，亞曆山大·沙夫提出，舊王國的一年有320天，但他的理論尚未被廣泛接受。一些證據表明，早期的曆法有360天，儘管它可能只是反映了五個埃及埃帕戈梅納日作為適當年份的「附加日」的不同尋常的地位。
由於其內部實際上沒有降雨已有數千年的歷史，「尼羅河是古埃及的禮物之河」，尼羅河的氾濫將自然年分為三個廣泛的自然季節，埃及人稱之為：
1. 氾濫或洪水（有時被英語化為「AKET」）：大約從9月到1月。
2. 退水或冬季（有時被英語化為「Peret」）：大致從1月到5月。
3. 枯水或夏季（有時被英語化為「Shemu」：大約從5月到9月[9]。

早在哲爾統治時期（约3000 BC，第一王朝），每年都有紀錄洪水的最高水位。奧托·紐格伯爾指出，通過平均幾十年對尼羅河洪水的準確觀測，可以確定一年365天，而不需要天文觀測 ，儘管每年洪水都非常不規則，史前埃及難以保持足够準確的水位計和記錄，這使得其他學者懷疑它是否構成了埃及曆法的基礎。
請注意，三個自然季節的名稱被納入了民用行事曆年（見下文），但由於這個行事曆年是一個流浪年，這個行事曆的季節在自然太陽年中緩慢旋轉，這意味著民用季節阿契特/洪水只是偶爾與尼羅河洪水同時發生。

### 陰曆

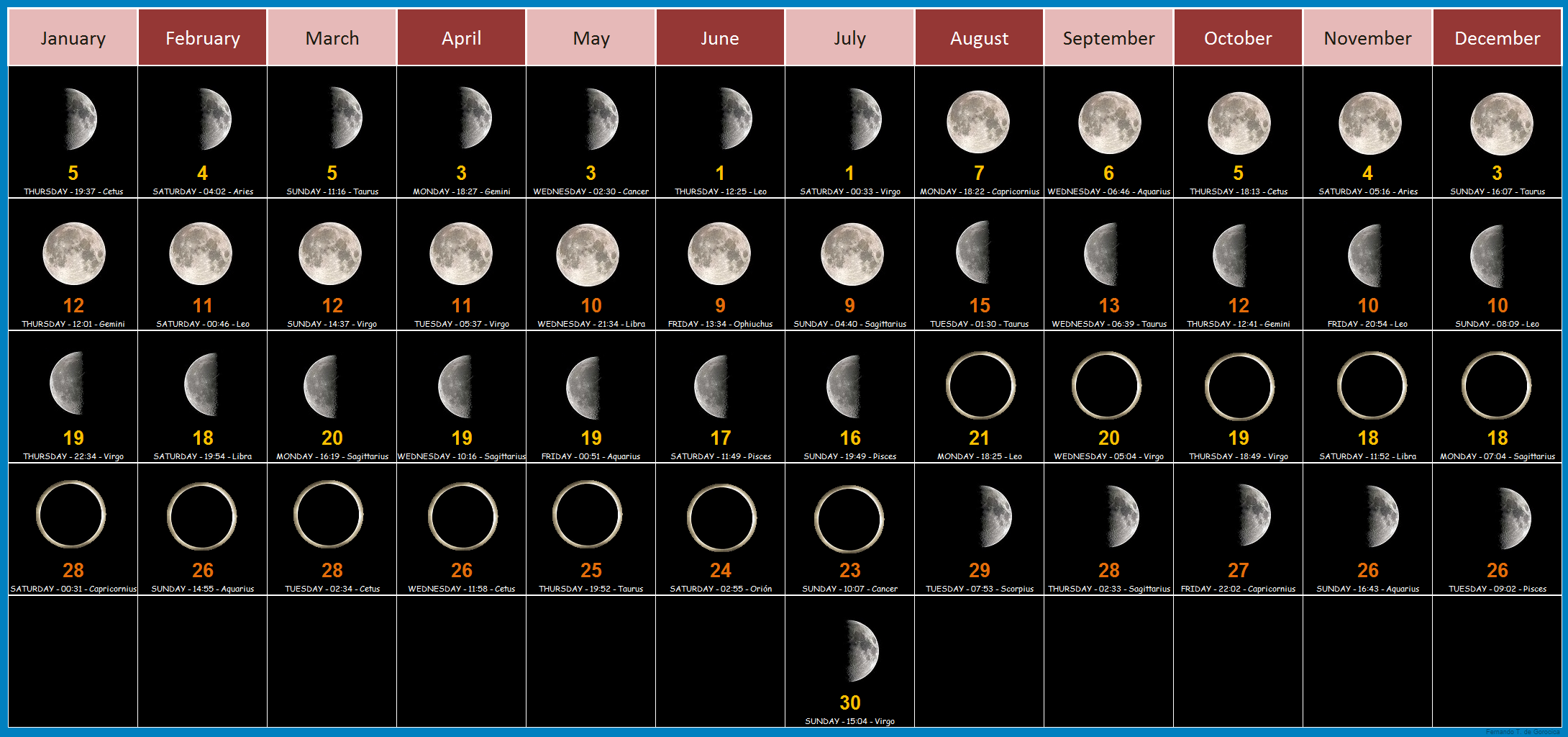
2017年的現代陰曆。

在太陽曆建立之前，埃及人似乎使用了純粹的陰曆 ，每個月都從早上看見新月的那一天開始。直到拜占庭統治下的埃及多神教寺廟關閉，但陰曆繼續被用作各種邪教的教會年曆。陰曆將一個月分為四周，反映了月相的每一個季度。因為埃及一天開始的確切時間仍然不確定，沒有證據表明，除了觀測之外，還使用了任何其它方法來確定西元前4世紀之前的陰曆月的開始。從已知的日期中重建陰曆中的確切日期是不確定的。黎明時分或日出時分開始一天的差異，解釋了月球週期觀測日期的11-14年變化。現時尚不清楚埃及人在雲層出現時是如何處理雲層的遮擋，現時最好的演算法已被證明在大約五分之一的情况下，與新月的實際觀測不同。
理查·安東尼·派克和其他人主張將其發展為觀測，然後計算陰陽曆，它每兩到三年使用一個30天的閏月，以適應陰曆年相對於太陽年每年約11天的損失，並將天狼星的偕日升放置在其第十二個月內。然而，現時的歷史記錄中沒有這樣一個月的證據。
| N11 · N14 | N35 | R8 | O6 |

| N11 · N14 | N35 | R8 | O6 |

第二種陰曆由一張天文紙莎草紙證明。可以追溯到西元144年後的某個時候，它概述了一個根據埃及民間曆法以25年為週期運行的陰陽曆的行事曆。行事曆似乎顯示，它的月份從新月第一次出現開始，但是派克在500年的週期中顯示出一個錯誤，用它來表明這個週期是與西元前357年左右的新月相對應而開發的。這個日期將其置於托勒密時期之前，並位於埃及本土第30王朝之內。然而，埃及的波斯第一次佔領似乎是它的靈感來源。即使它們不再與可觀測的月相精確匹配，這個陰陽曆的計算顯然繼續使用，而沒有校正到羅馬時期。
陰曆的日子，埃及人稱之為「神廟月」。被單獨命名和慶祝為月神生命中的階段，在中王國的各種各樣托特，或在托勒密時代的孔斯：「他...被設想...在"Psḏntyw"上；他出生在「Ꜣbd」；他在「Smdt」之後變老了。」。
| N10 | G4 | W3 |

| N10 | G4 | W3 |

| D1 | N11 · N14 |

| D1 | N11 · N14 |

| F31 | Q3 · D21 | W3 |

| F31 | Q3 · D21 | W3 |

| O1 · D21 | X1 | S29 | G17 | W3 |

| O1 · D21 | X1 | S29 | G17 | W3 |

| Aa1 · X1 | D2 · Z1 | R2 | W3 |

| Aa1 · X1 | D2 · Z1 | R2 | W3 |

| S29 | T22 | N35 · X1 | Z2 · Z2 | W3 |

| S29 | T22 | N35 · X1 | Z2 · Z2 | W3 |

| D46 · N35 | M17 | X1 | W3 |

| D46 · N35 | M17 | X1 | W3 |

| D1 · D12 · W3 |

| D1 · D12 · W3 |

| F19 | Q3 · W3 |

| F19 | Q3 · W3 |

| S29 | M17 | I9 · D52 | W3 |

| S29 | M17 | I9 · D52 | W3 |

| F29 | N8 | Z2 · W3 |

| F29 | N8 | Z2 · W3 |

| N31 · D53 | N31 · D53 | W3 |

| N31 · D53 | N31 · D53 | W3 |

| D12 | D12 | U1 | A59 | W3 |

| D12 | D12 | U1 | A59 | W3 |

| S32 | G1 | Z7 | W3 |

| S32 | G1 | Z7 | W3 |

| D1 | N13 |

| D1 | N13 |

| F31 | Q3 · D21 | Z1 · Z1 · W24 | W3 |

| F31 | Q3 · D21 | Z1 · Z1 · W24 | W3 |

| S32 | G1 | Z7 | W3 |

| S32 | G1 | Z7 | W3 |

| M17 | V28 | N12 | W3 |

| M17 | V28 | N12 | W3 |

| F21 | S43 | S43 | S43 | I9 · W3 |

| F21 | S43 | S43 | S43 | I9 · W3 |

| U21 · Q3 | W3 |

| U21 · Q3 | W3 |

| Aa20 | D21 · G43 | W3 |

| Aa20 | D21 · G43 | W3 |

| F22 | M44 | X1 · W3 |

| F22 | M44 | X1 · W3 |

| D46 · N35 | M17 | X1 · V11 | W3 |

| D46 · N35 | M17 | X1 · V11 | W3 |

| V31 · N35 | V28 | G43 | N2 | W3 |

| V31 · N35 | V28 | G43 | N2 | W3 |

| F29 | N8 | Z2 · W3 |

| F29 | N8 | Z2 · W3 |

| O1 · D21 | X1 · W3 |

| O1 · D21 | X1 · W3 |

| G43 | N37 | D58 | W3 |

| G43 | N37 | D58 | W3 |

| O23 | W24 · X1 · N1 | W3 |

| O23 | W24 · X1 · N1 | W3 |

| P6 | A47 | W3 |

| P6 | A47 | W3 |

| O1 · D21 | X1 · D54 | O34 · R12 · X1 · Z4 | W3 |

| O1 · D21 | X1 · D54 | O34 · R12 · X1 · Z4 | W3 |

### 民用曆

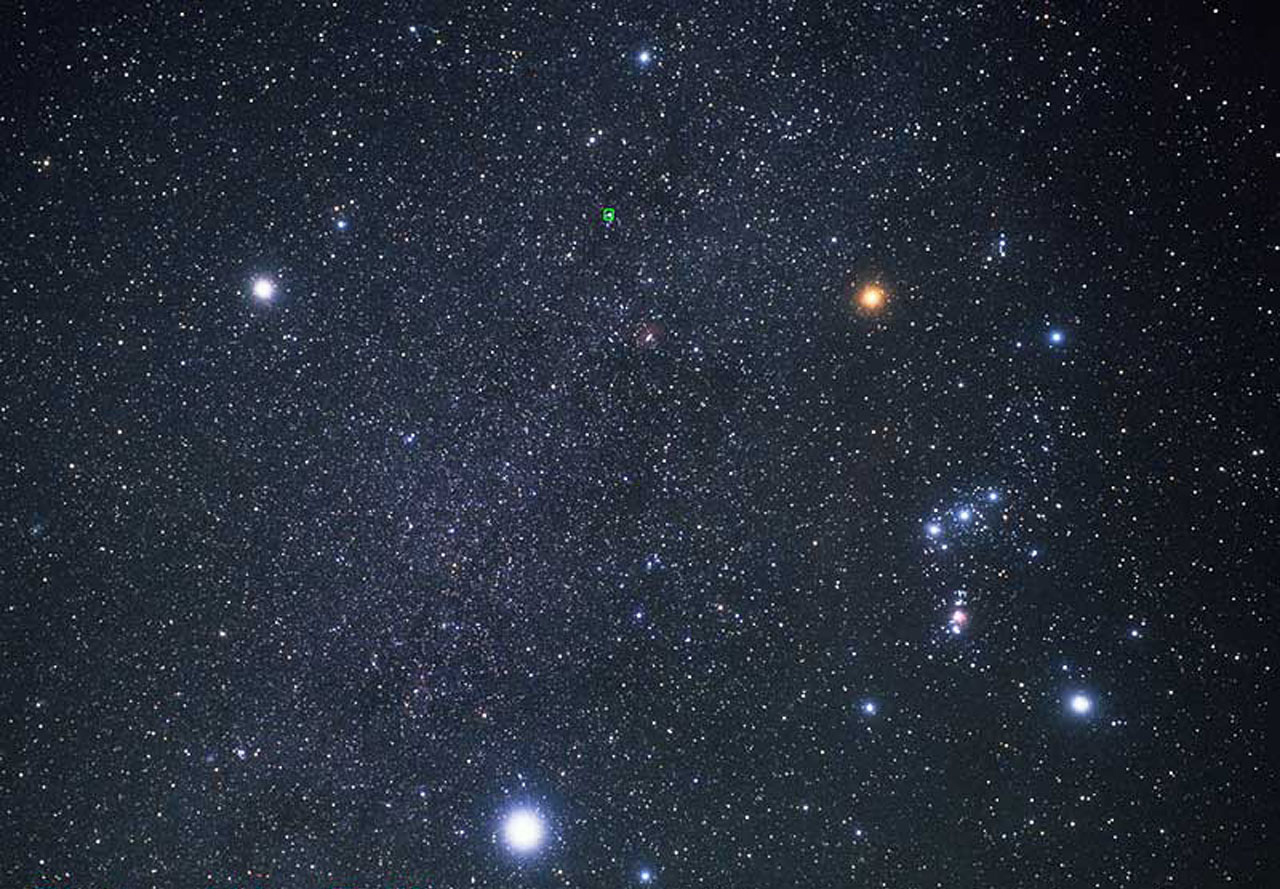
天狼星（「底部」）和獵戶座（「右邊」）。北方冬日天空中最明亮的三顆星：天狼星、參宿四（「橙色的恆星，右上方」）和南河三（左上），也被稱為冬季大三角。

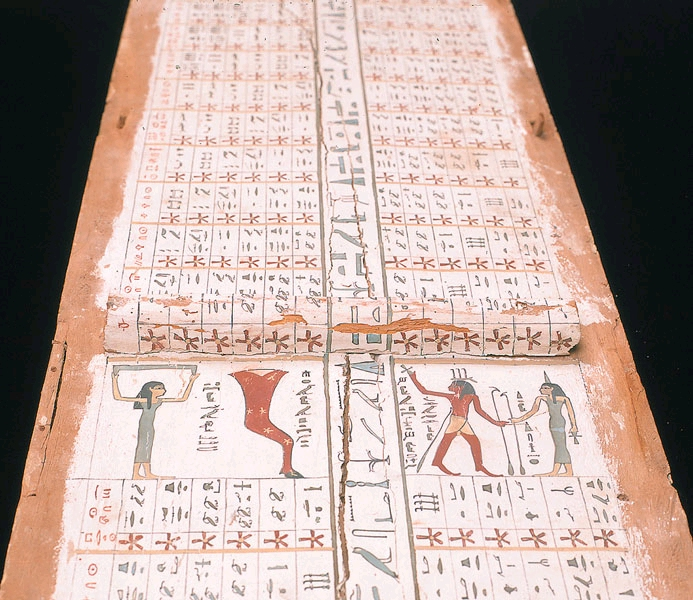
一幅中王國的星圖。

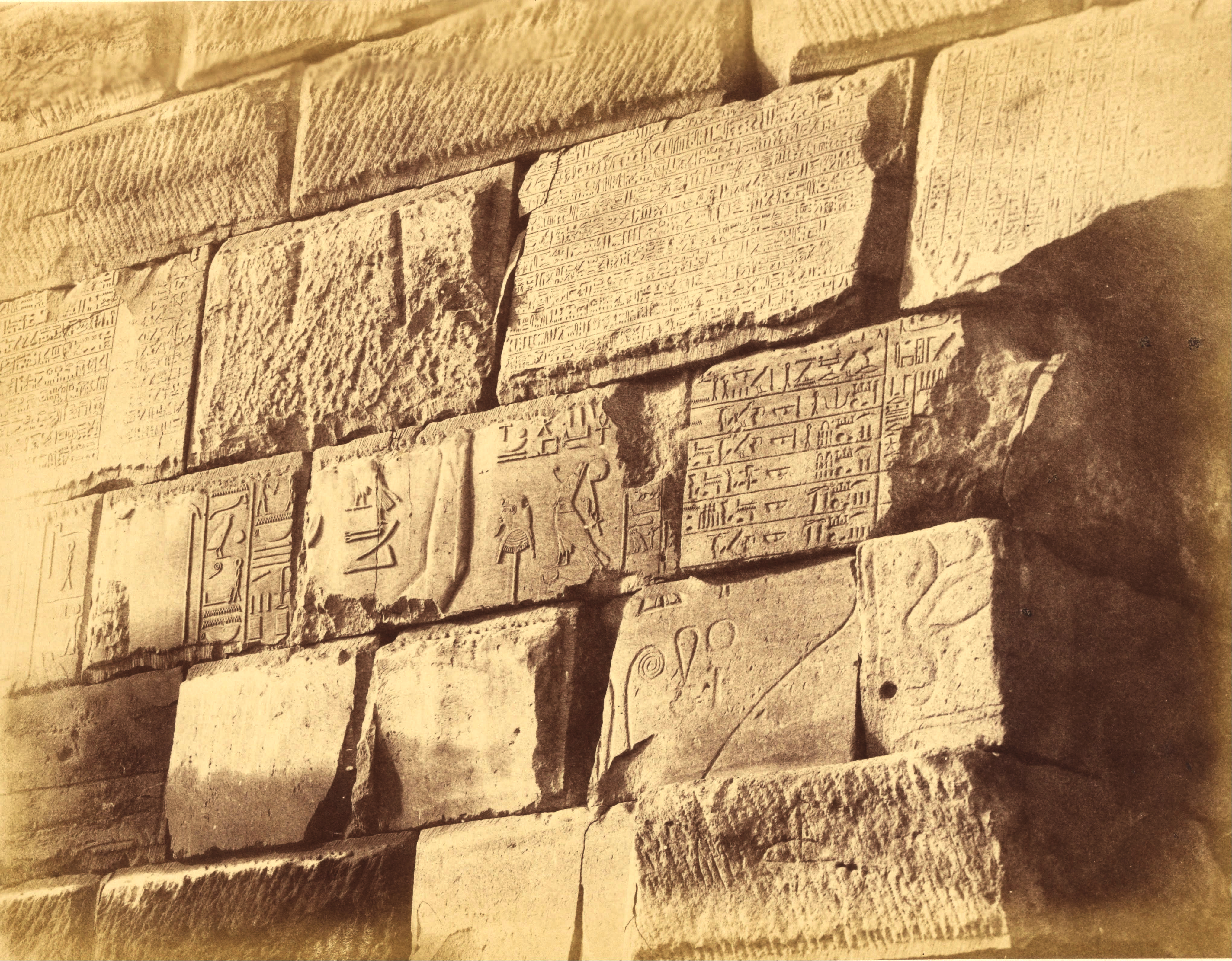
象島的象形行事曆。

民間曆法是在古王國時期或之前的某個早期確立的，有證據表明它可能在謝普塞斯卡弗統治早期（約西元前2510年，埃及第四王朝）就被使用了，以及內弗爾卡拉統治期間的某些證明（西元前25世紀中葉， 埃及第五王朝）。它可能是基於對天狼星的天文觀測其再次出現在天空中與西元前五千年至西元前四千年尼羅河氾濫的平均爆發時間密切相關。最近一個的發展是發現美索不達米亞曆的30天月可以追溯到捷姆迭特·那色時期時期（西元前4千年末），埃及文化從肥沃月灣借用了各種物品和文化特徵，留下民用曆的主要特徵也從一個方向或另一個方向借用的可能性。
民用年正好有365天，分為12個月。每個月30天，以及一個只有5天的閏月，它們被做為為眾神：歐西里斯、荷魯斯、賽特、伊西斯和奈芙蒂斯的生日來慶祝。 常規月份被分為埃及的三個季節，這給了他們原始的名字，並分為三個10天的時期，稱為旬。在後來的資料中，這些被分為「首旬」、「中旬」和「末旬」。有人認為，在第十九王朝和第二十王朝期間，每十年的最後兩天通常被視為皇家工匠的一種週末，皇家工匠不工作。日期通常以YMD格式表示，其中法老的統治年份後跟月份，然後是月份中的某一天。例如，新年發生在I Akhet1。
| V30 | M4 | X1 · Z2 |

| V30 | M4 | X1 · Z2 |

曆法對埃及宗教的重要性反映在「歲月之主」標題的使用 為它的各種創世神。時間也被認為是瑪亞特的一個組成部分，相對於混亂、謊言和暴力的宇宙秩序。
民用曆顯然是在天狼星偕日生做為新的一年開始（I Akhet 1）， 但是，由於它沒有閏年，它開始慢慢地在太陽年中倒退。天狼星本身，在黃道下方約40°，遵循天狼週，幾乎與太陽完全匹配，它的重新出現現在發生在開羅的緯度（古赫利奧波利斯和孟菲斯）是7月19日（儒略曆），只比它在古代早期出現的時間晚兩三天。。

### 托勒密曆法
繼亞歷山大大帝征服波斯帝國，馬其頓的托勒密王朝在埃及繼續使用其本地日曆和希臘化的名稱。在西元前238年，托勒密三世的克諾珀斯法令下令每四年其閏月應包含第六天，將他和他的妻子尊為相當於努特的神祉。但此一改革遭到埃及祭司和人民的抵制，並被放棄。

### 科普特曆法
埃及學者參與了尤利烏斯·凱撒對羅馬曆的改革和建立，儘管羅馬祭司最初誤用了它的公式，並且通過包容性計算，每三年而不是每四年新增一次閏日。直到西元4年，奧古斯都通過省略閏年來糾正了這個錯誤。做為埃及的個人統治者，他還在西元前26或25年對民用曆進行了改革，可能是為了與新的卡利皮克週期的開始相對應，第一個閏日發生在西元前22年以巴古6日。這個「亞曆山大曆」幾乎完全對應於儒略曆，導致透特月1日保持在8月29日，但儒略閏年之前的一年除外，當時它發生在8月30日。然後，民用曆在以下時間之後恢復對應：第二年2月4日/29日。

## 月
在埃及歷史的大部分時間裏，月份不是用單獨的名字來指代的，而是在三個季節內編號。然而，早在埃及中王國時期，每個月都有自己的名字。這些最終演變為新王國月，這反過來又產生了希臘化的名字，這些名字被托勒密在他的《天文學大成》和其他人用於年表。由於埃及年的數學規律，哥白尼根據埃及年構建了行星運動表。現代埃及學家的慣例是使用羅馬數字連續編號月份。
埃及學一直存在的一個問題是，以月份命名的節日發生在下個月。阿蘭·加德納提出，由祭司拉管理的原始民用曆被透特遊擊隊開發的改進所取代。派克將這種差異與他關於陰曆的理論聯系起來。科特·塞特、雷蒙德·威爾和馬歇爾·克拉格特提出，這些名字表達了這樣一種觀點：即每個月都以下一個月開始的節日為高潮。
| 埃及古物學 | 英文                | 埃及的                     | 埃及的             | 埃及的               | 希臘  | 希臘       | 科普特 | 科普特          |
| 埃及古物學 | 英文                | 季節性的                   | 中王國             | 新王國               |       |            |        |                 |
| ---------- | ------------------- | -------------------------- | ------------------ | -------------------- | ----- | ---------- | ------ | --------------- |
| I          | I Akhet Thoth       | 氾濫季的第一個月 1 Ꜣḫt     | Tḫy                | Ḏḥwtyt               |       | Thōth      |        | Tôut            |
| II         | II Akhet Phaophi    | 氾濫季的第二個月 2 Ꜣḫt     | Mnht               | PꜢ n-ip.t            | 。    | Phaōphí    |        | Baôba           |
| III        | III Akhet Athyr     | 氾濫季的第三個月 3 Ꜣḫt     | Ḥwt-ḥwr            | Ḥwt-ḥwr              |       | Athúr      |        | Hatûr           |
| IV         | IV Akhet Choiak     | 氾濫季的第四個月 4 Ꜣḫt     | KꜢ-ḥr-KꜢ           | KꜢ-ḥr-KꜢ             | [ s ] | Khoiák     |        | Koiak Kiahk     |
| V          | I Peret Tybi        | 播種季的第一個生長月 1 Prt | Sf-Bdt             | TꜢ-ꜥb                | [ t ] | Tubí       |        | Tôbi            |
| VI         | II Peret Mechir     | 播種季的第二個生長月 2 Prt | Rḫ Wr              | Mḫyr                 | [ u ] | Mekhír     |        | Meshir          |
| VII        | III Peret Phamenoth | 播種季的第三個生長月 3 Prt | Rḫ Nds             | PꜢ n-imn-ḥtp.w       |       | Phamenṓth  |        | Baramhat        |
| VIII       | IV Peret Pharmuthi  | 播種季的第四個生長月 4 Prt | Rnwt               | PꜢ n-rnn.t           | [ v ] | Pharmouthí |        | Barmoda         |
| IX         | I Shemu Pachons     | 收穫季的第一個月 1 Šmw     | Ḫnsw               | PꜢ n-ḫns.w           |       | Pakhṓn     |        | Bashons         |
| X          | II Shemu Payni      | 收穫季的第二個月 2 Šmw     | Hnt-htj            | PꜢ n-in.t            | [ w ] | Paüní      |        | Baôni           |
| XI         | III Shemu Epiphi    | 收穫季的第三個月 3 Šmw     | Ipt-hmt            | Ipip                 | [ x ] | Epiphí     |        | Apip            |
| XII        | IV Shemu 梅索里     | 收穫季的第四個月 4 Šmw     | 新年度開始 Wp Rnpt | 太陽的重生 Mswt Rꜥ   |       | Mesorḗ     |        | Masôri          |
| —          | 閏月 埃帕戈梅納爾日 | —                          |                    | 新年度開始 Hryw Rnpt |       | epagómenai |        | Bikudji en abod |

## 幸運和不幸的日子
古埃及流傳下來的民用曆通常將日子描述為幸運或不幸。在找回的民用曆中，開羅民用曆是最好的例子之一。它發現於現代底比斯，可追溯到拉美西斯時期，並作為判斷哪些日子被認為幸運或不幸運的指南。其他完整的民用曆包括紙莎草的薩利耶IV，以及幸運日和不幸日的日曆（在阿蒙內莫普的教義背後）。最早的曆法出現在中王國，但直到新王國才被編纂成法典。目前還不清楚這些民用曆是如何被嚴格遵守的，因為沒有提到根據它們的星座運勢做出的决定。然而，不同版本的民用曆彼此非常一致，只有9.2%的逆境或偶然性是由於明確的文字原因造成的。

### 科學基礎
民用曆上的幸運和不幸日似乎是基於科學觀察和神話。週期性已經在月球的相位之間以及從地球上可見的三合星系統大陵五的增亮和變暗之間建立起來。

### 預言
民用曆還可以根據某人的出生日期來預測他們的未來。這也可以用來預測他們何時和如何死亡。例如，預測在阿赫季第四個月第十天出生的人被預測會在老年才死亡。

### 埃帕戈梅納爾日
埃帕戈梅納爾日被添加到原始的360天民用曆中，以使民用曆與太陽年的大致長度同步。在神話中，這些日子允許蓋布和努特的五個孩子出生，被認為特別危險。特別是賽特應該出生的那一天，被人們認為特別。

## 遺產

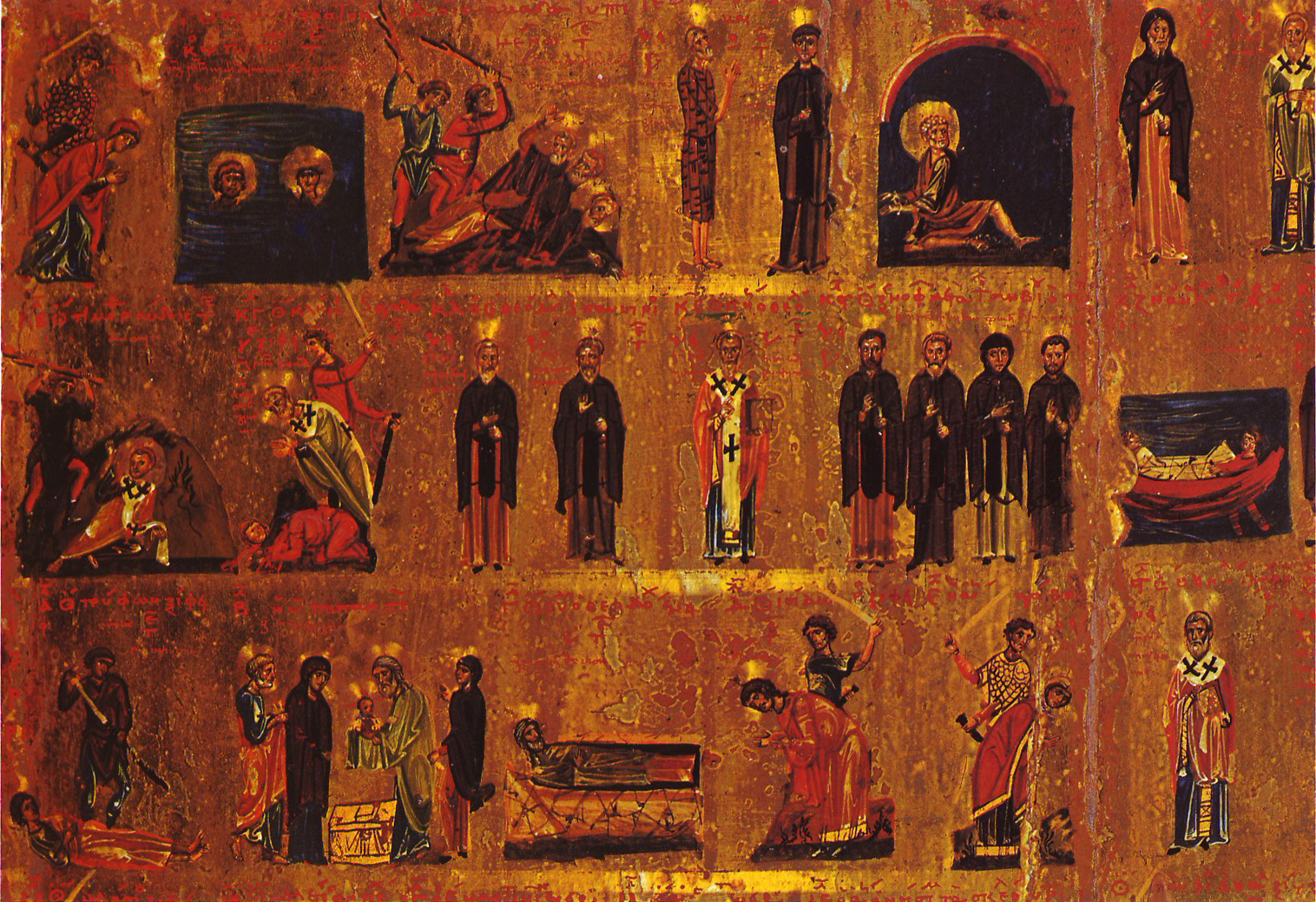
由約翰·托哈比繪製，11世紀科普特人的民用曆圖標，顯示了兩個月的聖徒。

改革後的埃及曆法繼續被埃及用作埃及教會的科普特曆，並被廣大埃及群眾，特別是法拉欣用來計算農業季節。它的不同之處僅在於它的時代，這個時代可以追溯到羅馬皇帝戴克裏先登基時期。當代埃及農民和他們的古代前輩一樣，將一年分為三個季節：冬季、夏季和氾濫季。
衣索比亞曆基於這一改革後的民用曆，但使用阿姆哈拉語名稱表示月份，並使用不同的紀元。法國共和曆與之相似，但從秋分開始。英國的太陽系儀製造商約翰·格里夫（英語：John Gleave）在重建安提基特拉機械時代表了埃及曆法。

## 註解
1. ↑  在1902年阿斯旺低壩竣工前的30年裏，埃及「年度」洪水之間的時間從335天到415天不等[3]，洪水最早於4月15日開始，最晚於6月23日開始。[14]
2. ↑  如需瞭解更多變體，請參見海因裏希·卡爾·布魯奇[33]。
3. ↑  新月日的變體表示包括| N10 · N35 | G4 | W3 |, | N10 · N35 | W3 |[34]， | N9 | G4 | W3 |[35]， | N9 · N35 | G4 | W3 · N5 |，| N9 · N35 | G4 | X4 |，| N9 · N35 | W3 |， | N9 · N35 | W3 · N5 |，| N9 · N35 | X1 | G4 | W3 |，| N9 · N35 | X1 · Z4 | G4 | W3 · N5 |， | N9 · N35 | X1 · Z5 | W3 · N5 |[36]，| Q3 · O34 | D46 · N35 | N10 |[37]，| D1 · Z1 | N11 · N14 | W3 |，和| D1 · Z1 | M6 | X1 · Z1 |[38]；| D12 · X1 · N35 | G4 | W3 |[39]，和| Z2 · Z2 · Z2 | W3 · N35 |在中王國；和| Z2 · Z2 · Z2 | W24 · X1 | G4 | W3 · N5 |在後來的銘文中[40]。
4. ↑  在後面的來源中，「Psḏntyw」[34]。
5. ↑  表示第一個新月日的變體，包括| N11 · N14 |， | N11 · N14 | D46 · W3 |[34]， | D1 · Z1 | N11 · N14 | W3 |[38]， | D1 | N11 | N5 |（正確的N11A，月球順時針旋轉90°）[41]，和| D1 · Q3 | M17 | M17 | M17 | G1 | D46 · X1 | N5 | Z1 · Z1 · Z1 |[42]。
6. ↑  包括陰曆第六日的變體表示| Z2 · Z2 | N35 · X1 | W3 |[39]，| S29 | T22 | N35 · X1 | Z2 · Z2 | X2 · W22 · X6 |，| S29 | T22 | N35 · X1 | Z2 · Z2 | X2 · W22 · Z8 |[43]，| T22 | N35 · X1 | X2 · W22 · X4 | Z1 · Z1 · Z1 |[44]， | Z2 · Z2 · N35 | X1 · W3 |，| Z2 · Z2 · N35 · X1 | W4 |，和| Z1 | Z1 | Z1 | Z1 | Z1 | Z1 | N35 · X1 | W4 |[45]。
7. ↑  包括第一季度日的變體表示| D46 · N35 | M17 | X1 · V11 | W3 · N5 |和| D46 · N35 | M17 | X1 | W3 · N5 |[46]。
8. ↑  正確地說，第一個迹象不是動物的顎骨| F19 |但越罕見，獅子前爪的相似外形 | F118B |[34]。
9. ↑  正確地說，這兩個圓圈| D12 |被縮小並放置在鐮刀的曲線內| U1 |，形成| U43 |[47]男性形象應該是播種的男人| A60 |，其曲線的點包括來自該男子手部[48]。
10. ↑  包括滿月日的變體表示| N13 | X1 · W3 |，| N13 | V20 · Z1 · Z1 · Z1 · Z1 · Z1 | N35 · X1 | W3 |[34]， | D1 | N13 | W3 |，| D1 | N33 · V20 | Z1 · Z9 |[41]， | N13 |，和| N13 | N35 · X1 | W3 |[49]，
11. ↑  適當地，N12\t1 或 N12A， 眉月| N12 |順時針旋轉90°。
12. ↑  包括陰曆月21日的變體表示| Aa20 | D21 | G43 | W3 |和 | Aa20 | D21 · W3 |[51]。
13. ↑  包括陰曆月第24日的變體表示| V31 · N35 | V28 | G43 | N2 |[52]。
14. ↑  包括陰曆月第27日的變體表示| Z7 | D310 | W3 |[53]。 D310 是一隻腳 | D58 |與池的變體交叉 | N37 |與2[54] 或 3[53] 的斜線劃過它。
15. ↑  正確地說，麵包Properly, the 正確地說，一條 | X1 |和對角線筆劃 | Z4 | 收縮，適合標準的兩側| R12 |。
16. ↑  他們用曆原始基礎的其它可能性包括將月球日期詳細記錄與天狼星在40年內的上升進行比較，奧托·紐格伯爾認為這可能會產生比實際民用曆更準確的民用曆[13]；他自己的理論（如上所述）連續洪水氾濫的時間平均為幾十年 [13]；以及太陽升起的位置是在數年內記錄下來的理論，從而可以比較多年來至點的時間。1986年，南卡羅來納大學探險隊在希拉孔波利斯發現的前王朝時期岩畫可能保留了這樣的記錄，如果它在發現之前已經從原始位置移動了大約10° [56]
17. ↑  有人認為埃伯斯紙草卷顯示了一個包含閏年的固定行事曆，但這已不再被相信[59]。
18. ↑  重建的埃及口音「Phaôphi」（Φαῶφι）[73]
19. ↑  重建的埃及口音「Khoíak」（Χοίακ）[73]。
20. ↑  重建的埃及口音 Tûbi (Τῦβι).[73]
21. ↑  重建的埃及口音 Mekheír (Μεχείρ).[73]
22. ↑  重建的埃及口音 Pharmoûthi (Φαρμοῦθι).[73]
23. ↑  重建的埃及口音 Paü̂ni (Παῧνι).[73]
24. ↑  重建的埃及口音 Epeíph (Ἐπείφ).[73]

### 引文
1. ↑  Full version at Met Museum
2. ↑  . www.metmuseum.org.   [2022-05-27]. （原始内容存档于2022-03-03）.
3. 1 2 3  Winlock (1940), p. 450.
4. ↑  Clagett (1995)，第10–11頁.
5. ↑  Winlock (1940).
6. 1 2  Tetley (2014), p. 40.
7. ↑  Winlock (1940)，第452頁.
8. ↑  Herodotus, Macaulay , 编, , London: Macmillan, Book II, §5, 1890.
9. 1 2  Tetley (2014), p. 39.
10. ↑  Winlock (1940)，第453頁.
11. ↑  Clagett (1995)，第4–5頁.
12. ↑  Clagett (1995)，第33頁.
13. 1 2 3  Neugebauer (1939).
14. 1 2  Parker (1950)，第32頁.
15. 1 2 3  Parker (1950)，第23頁.
16. ↑  Parker (1950)，第30-32頁.
17. 1 2  Høyrup，第13頁.
18. ↑  Clagett (1995)，第3–4頁.
19. 1 2 3  Schaefer (2000), p. 153–154.
20. ↑  Parker (1950)，第29頁.
21. ↑  O'Mara (2003)，第18頁.
22. ↑  Parker (1950)，第13-29頁.
23. ↑  Parker (1950)，第30–32頁.
24. ↑  Tetley (2014)，第153頁.
25. 1 2  Parker (1950)，第17頁.
26. ↑  . . Copenhagen, DK: University of Copenhagen.   [11 February 2017].
27. ↑  Parker (1950)，第13–23頁.
28. ↑  Clagett (1995)，第25頁.
29. ↑  Clagett (1995)，第26頁.
30. ↑  Høyrup，第14頁.
31. ↑  Parker (1950)，第27頁.
32. 1 2  Parker (1950)，第11–12頁.
33. ↑  Brugsch, Heinrich. . Leipzig, DE. 1883: 46–48..
34. 1 2 3 4 5  Parker (1950)，第11頁.
35. ↑  Vygus (2015)，第1231頁.
36. ↑  Vygus (2015)，第1232頁.
37. ↑  Vygus (2015)，第1668頁.
38. 1 2  Vygus (2015)，第33頁.
39. 1 2  Parker (1950)，第12頁.
40. ↑  Parker (1950)，第13頁.
41. 1 2  Vygus (2015)，第27頁.
42. ↑  Vygus (2015)，第28頁.
43. ↑  Vygus (2015)，第1885頁.
44. ↑  Vygus (2015)，第1997頁.
45. ↑  Vygus (2015)，第2464頁.
46. ↑  Vygus (2015)，第277頁.
47. ↑  Everson (1999)，第57頁.
48. ↑  Everson (1999)，第5頁.
49. ↑  Vygus (2015)，第1235頁.
50. ↑  Parker (1950)，第18頁.
51. ↑  Vygus (2015)，第917頁.
52. ↑  Vygus (2015)，第2294頁.
53. 1 2  Vygus (2015)，第2472頁.
54. ↑  Everson (1999)，第25頁.
55. ↑  Clagett (1995)，第28頁.
56. ↑  Clagett (1995)，第37頁.
57. ↑  Englund, Robert K., , : 121–185, 1988.
58. ↑  Høyrup，第12–13頁.
59. ↑  Clagett (1995)，第6頁.
60. 1 2 3  Parker (1950)，第7頁.
61. ↑  Spalinger (1995)，第33頁.
62. 1 2  Parker (1950)，第43–5頁.
63. ↑  Clagett (1995)，第4頁.
64. ↑  Jauhiainen (2009)，第39頁.
65. 1 2 3  Clagett (1995), p. 5.
66. ↑  Budge, Ernest Alfred Wallis, , Kegan Paul, Trench, Trübner, & Co.: 201, 1911, ISBN 9780486144924.
67. 1 2  Clagett (1995), p. 1.
68. ↑  Lacroix, Jean-Pierre, , , 1997  [2024-10-09], （原始内容存档于2024-12-16）.
69. ↑  A Chronological Survey of Precisely Dated Demotic and Abnormal Hieratic Sources
70. ↑  .   [2024-10-16]. （原始内容存档于2011-02-01）.
71. ↑  Clagett (1995)，第14–15頁.
72. ↑  Montanari, F., , 1995. （義大利語）
73. 1 2 3 4 5 6 7  Pestman, P.W., , 1990.
74. ↑  . The British Museum.
75. ↑  . The British Museum.
76. ↑  Leaning, Elizabeth.  (学位论文). ResearchSpace@Auckland: 20. 2022. hdl:2292/64494.
77. ↑  Porceddu, Sebastian; Jetsu, Lauri; Markkanen, Tapio; Toivari-Viitala, Jaana. . Cambridge Archaeological Journal. 2008, 18 (3): 327–339. Bibcode:2008CArcJ..18..327P. doi:10.1017/S0959774308000395.
78. ↑  Gahlin, Lucia. . Hermes House. 2014: 216–217. ISBN 978-0-85723-123-9.
79. ↑  Riggs, Christina. . Thames & Hudson. 2020: 167. ISBN 978-0-500-05212-9.

## 外部連結
- Detailed information about the Egyptian calendars, including lunar cycles
- Date Converter for Ancient Egypt （页面存档备份，存于）
- Calendrica Includes the Egyptian civil calendar with years in Ptolemy's Nabonassar Era (year 1 = 747 BC) as well as the Coptic, Ethiopic, and French calendars.
- Civil, ver. 4.0, is a 25kB DOS program to convert dates in the Egyptian civil calendar to the Julian or Gregorian ones